# جوزيف لارويه أتاماه
جوزيف لارويه أتاماه (مواليد 22 مايو 1994) هو لاعب كرة قدم غاني يلعب في مركز الدفاع في نادي إسطنبول باشاكشهير.